# Swietłana Bojko
Swietłana Anatoljewna Bojko (ros. Светлана Анатольевна Бойко, ur. 13 kwietnia 1972 w Rostowie nad Donem) – rosyjska florecistka, mistrzyni olimpijska, wielokrotna medalistka mistrzostw świata i Europy.

## Kariera sportowa
Na igrzyskach olimpijskich w Atlancie w 1996 roku była szósta drużynowo i osiemnasta indywidualnie. Na rozgrywanych cztery lata później igrzyskach olimpijskich w Sydney zajęła odpowiednio piąte i dziewiętnaste miejsce. Podczas igrzysk olimpijskich w Atenach w 2004 roku zajęła jedenaste miejsce w rywalizacji indywidualnej. Brała też udział w igrzyskach olimpijskich w Pekinie w 2008 roku, gdzie wspólnie z Wiktoriją Nikiszyną, Aidą Szanajewą i Jewgieniją Łamonową wywalczyła złoty medal w zawodach drużynowych. 
Podczas mistrzostw świata w Chaux-de-Fonds w 1998 roku zdobyła srebro w zawodach indywidualnych, przegrywając w finale z Niemką Sabine Bau. Na rozgrywanych rok później mistrzostwach świata w Seulu była trzecia w tej konkurencji, plasując się za Włoszką Valentiną Vezzali i Sabine Bau. Następnie, wspólnie z Jekatieriną Juszewą, Olgą Łobincewą i Juliją Chakimową zdobyła srebrny medal w zawodach drużynowych na mistrzostwach świata w Nîmes w 2001 roku. W tej też konkurencji Rosjanki z Bojko w składzie zdobywały kolejno złoty medal podczas mistrzostw świata w Lizbonie (2002), srebrny na mistrzostwach świata w Hawanie (2003) i kolejny złoty podczas mistrzostw świata w Turynie (2006). Na mistrzostwach świata w Lizbonie zwyciężyła również w zawodach indywidualnych, pokonując w finale Jekatierinę Juszewą.
Wielokrotnie zdobywała także medale mistrzostw Europy, w tym złote drużynowo na mistrzostwach Europy w Płowdiwie (1998), mistrzostwach Europy w Funchal (2000), mistrzostwach Europy w Izmirze (2006) i mistrzostwach Europy w Kijowie (2008).